# Albemarle Sound
Albemarle Sound (tradotto anche come Stretto di Albemarle) è un estuario e baia costiera della costa atlantica degli Stati Uniti d'America, più precisamente nella Carolina del Nord. È protetto dalle correnti oceaniche dalle Outer Banks che permettono anche la comunicazione con la Baia di Chesapeake.
Elizabeth City è il principale porto della zona mentre il fiume più lungo che sfocia nella baia è il Roanoke.
È stato esplorato per la prima volta da Ralph Lane, nel 1585, e ha ricevuto il suo nome da George Monck.